# Halász Gitta

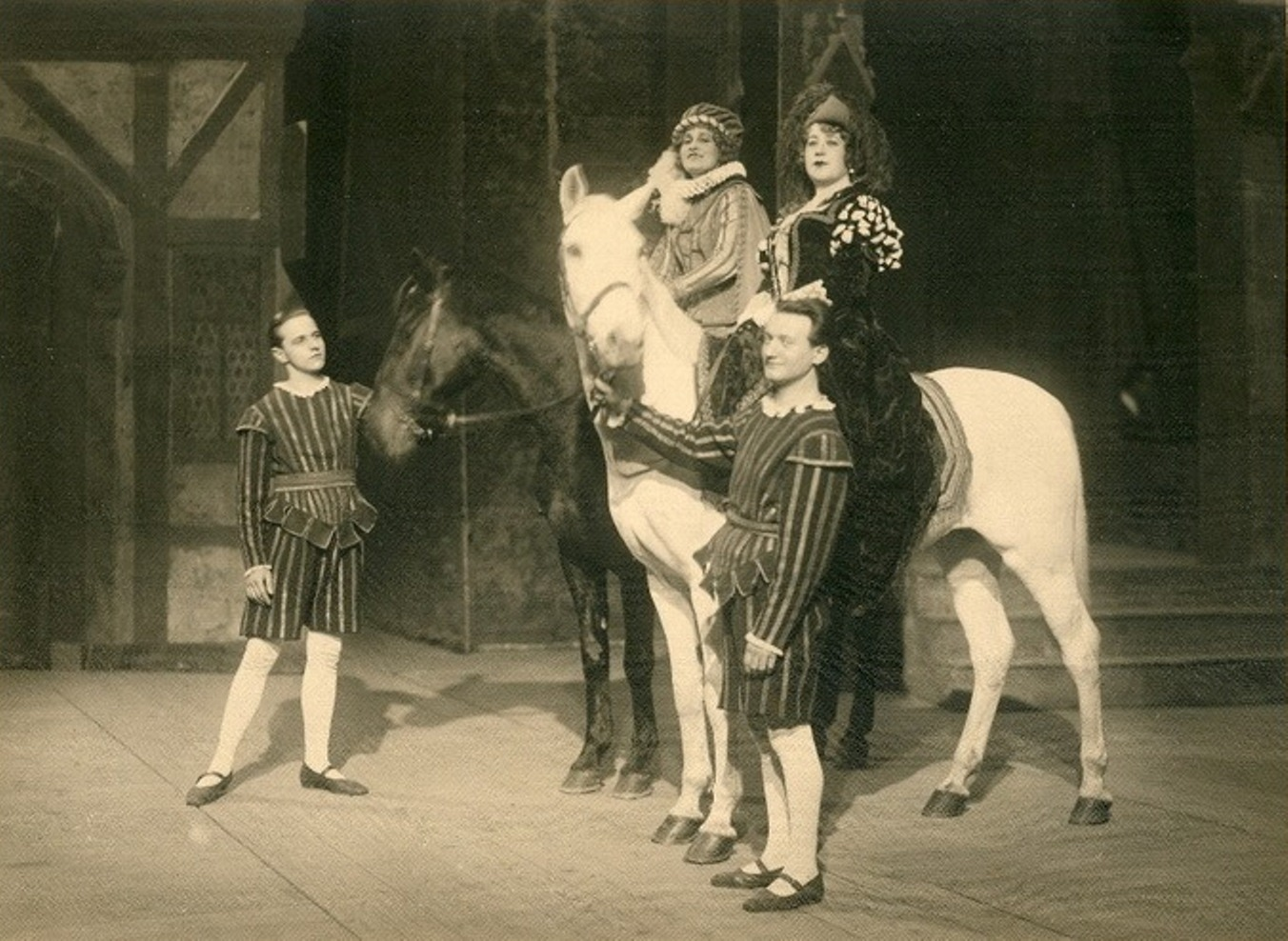
Halász Gitta (Urbain) és Sándor Erzsi (Valois Margit) Meyerbeer A hugenották c. operájában (1931)

Halász Gitta (1900-ig Holzer Margit, asszonynevén dr. Révész Sándorné) (Lipikfürdő, 1889. augusztus 15. – Budapest, 1968. május 8.) opera-énekesnő (szoprán). A két világháború között a budapesti Opera vezető koloratúrszubrettje volt.

## Élete
Halász József postamester és Bier Ilona lánya. 1906-ban lett a budapesti Zeneakadémia magánének szakának növendéke, de 1908 végén itteni tanulmányait megszakítva Bécsben, majd Budapesten dr. László Gézánál tanult tovább.
Pályáját az 1917–18-as évadban a sok sztárnak ugródeszkát jelentő reichenbergi Városi Színházban (ma Divadlo Františka Xavera Šaldy) kezdte. Innen szerződtette a pesti Operaház 1918 őszétől. Itt 1918. szeptember 22-én debütált ifj. Ábrányi Emil Don Quijote c. operájának Királyleányaként. Karrierjét azzal alapozta meg, hogy négy hét múlva beugrott Sámson Mária helyére a Hegyek alján Nurijának szerepébe. Hamar a társulat sokat foglalkoztatott tagja lett, aki szubrett és lírai szoprán szerepeket egyaránt énekelt. A Mozart-előadások elmaradhatatlan közreműködője volt. Színészi adottságai éppoly kiválóak voltak, mint az énekesi. Oratóriumesteken is rendszeresen fellépett. Többször vendégszerepelt Németországban.
1928. június 23-án Budapesten, a Józsefvárosban házasságot kötött Révész Sándor nőgyógyász–sebésszel. 1938. december 1-jén áttért a katolikus vallásra, azonban a második zsidótörvény miatt 1939-ben eltávolították az intézményből, ahová csak a felszabadulás után térhetett vissza. Egyik legkedvesebb szerepében, a Szöktetés a szerájból Blondéjaként lépett fel 1945. április 14-én. 1948-ban nyugdíjazták, s ekkor megkapta az örökös tag címet. 1949 márciusában még egyszer visszatért a színpadra, ismét Blondeként. Visszavonulása után énektanítással foglalkozott. Férje 1959. szeptember 29-én hunyt el, Halász Gitta kilenc évvel élte őt túl.
Férjével közös sírja a Farkasréti temetőben található [18–1–7].

## Szerepei
- ifj. Ábrányi Kornél: Don Quijote — Királyleány
- Eugen d’Albert: Hegyek alján – Nuri
- Beethoven: Fidelio — Marcellina
- Georges Bizet: Carmen – Frasquita
- Donizetti: Don Pasquale — Norina
- Gluck: Orfeusz és Eurüdiké — Ámor
- Charles Gounod: Faust – Siebel
- Hubay Jenő: Karenina Anna — Kitty
- Engelbert Humperdinck: Jancsi és Juliska – Juliska
- Kacsóh Pongrác: János vitéz – A francia királykisasszony
- Leoncavallo: Bajazzók — Nedda
- Pietro Mascagni: Parasztbecsület – Lola
- Giacomo Meyerbeer: A hugenották – Urbain
- Giacomo Meyerbeer: Észak csillaga – Praszkovia
- Carl Millöcker: A kolduskirály – Bronislawa
- Mozart: Az álruhás kertészlány — Bianca
- Mozart: Szöktetés a szerájból — Blondchen
- Mozart: Don Juan — Zerlina
- Mozart: Figaro lakodalma — Susanna; Cherubino
- Mozart: Così fan tutte — Despina
- Wolfgang Amadeus Mozart: A varázsfuvola – Első hölgy; Papagena
- Jacques Offenbach: Hoffmann meséi – Giulietta
- Pergolesi: Az úrhatnám szolgáló — Serpina
- Poldini Ede: Farsangi lakodalom — Stanci
- Puccini: Bohémélet — Musette
- Puccini: Gianni Schicchi — Lauretta
- Johann Strauss jun.: A denevér — Adél
- Johann Strauss jun.: A cigánybáró – Arzéna
- Richard Strauss: A rózsalovag — Sophie
- Richard Strauss: Arabella – Kártyavetőnő
- Verdi: Álarcosbál — Oscar
- Giuseppe Verdi: Falstaff — Alice Ford
- Richard Wagner: A walkür – Ortlinde
- Weber: A bűvös vadász — Ännchen
- Ermanno Wolf-Ferrari: A négy házsártos — Felice